# Мырзабаев, Артык Мырзабаевич
Артык Мырзабаевич Мырзабаев (кирг. Артык Мырзабаев; 11 мая 1930, с. Кызыл-Аскер, Фрунзенский кантон, Киргизская АССР — 30 января 2005, Бишкек, Кыргызстан) — киргизский, советский оперный певец (баритон), педагог. Народный артист СССР (1967).

## Биография
Артык Мырзабаев родился 11 мая 1930 года в селе Кызыл-Аскер (ныне — в черте Бишкека).
Когда ему исполнилось семь лет, семья переехала в село Джал Чуйской области. В годы войны работал наравне со взрослыми в колхозе, за что был представлен к государственной награде — медали «За доблестный труд в Великой Отечественной войне 1941—1945 гг.».
С 1949 по 1954 год учился во Фрунзенском музыкально-хореографическом училище им. М. Куренкеева (ныне Бишкекское хореографическое училище им. Ч. Базарбаева) (учителя С. К. Бабенко, В. В. Корнеев, др.). Уже после второго курса начал работать солистом хора в Киргизской филармонии.
С 1954 года — солист Киргизского театра оперы и балета имени А. Малдыбаева. Дебютировал в партии Семетея в опере «Айчурек» В. Власова, А. Малдыбаева и В. Фере. В этом театре прошла вся его творческая жизнь.
Выступал в концертах. В камерный репертуар, помимо оперных сцен и арий, входили сочинения М. Глинки, А. Даргомыжского, Г. Свиридова, Д. Шостаковича, а также киргизских композиторов.
Гастролировал по городам СССР и за рубежом (Китай (1955), Монголия (1959), Венгрия, Румыния (1961), Сирия, Швеция, Алжир, Канада, Польша, Чехословакия, Болгария). В 1967 году выступал на Всемирной выставке в Монреале (Канада).
Занимался педагогической деятельностью в студии Киргизского театра оперы и балета.
Умер 30 января 2005 года в Бишкеке. Похоронен на кладбище села Байтик Аламудунского района Чуйской области.

### Семья
- Отец — Мырзабай уулу Казыбай
- Мать — Сурмаке апа
- Жена — Токтобюбю Алымбаева, певица, солистка Кыргызской государственной филармонии
- Дети — Кубан, Мунара и Динара
- Правнук - Сейит Рыскулов

## Награды и звания
- Заслуженный артист Киргизской ССР (1958)
- Народный артист Киргизской ССР (1962)
- Народный артист СССР (1967)
- Орден Трудового Красного Знамени (1958)
- Орден «Манас» III степени (2000)
- Медаль «За доблестный труд в Великой Отечественной войне 1941—1945 гг.» (1946)
- Медаль «Ветеран труда» (1986)
- Диплом лауреата 1-й степени конкурса народного пения Всесоюзного фестиваля советской молодежи (1957, Москва)
- Диплом лауреата Всесоюзного фестиваля драматических и музыкальных театров, ансамблей и хоров (1957, Министерство культуры СССР, Москва) — за спектакль «Ак Шумкар» в Киргизском театре оперы и балета
- Диплом участнику Первого республиканского фестиваля театральных и музыкальных коллективов Киргизской ССР (1957, Министерство культуры Киргизской ССР, Фрунзе) — за создание образа Артёма в опере «Ак Шумкар» С. Ряузова
- Грамота Верховного Совета Казахской ССР (1962) — за высокое исполнительское мастерство в пропаганде искусства братского киргизского народа
- Почётная грамота (1969, Министерство культуры Латвийской ССР) — за творческие достижения и успешное участие в Днях культуры Киргизской ССР в Советской Латвии
- Почётная грамота Верховного Совета Киргизской ССР (1974) — за плодотворную работу в области киргизского театрального искусства
- Почётная грамота (1979, Москва) — за активное участие в деле коммунистического воспитания тружеников завода и пропаганду советского искусства
- Почётная грамота (1986, Алжир) — за успешную пропаганду передового советского многонационального искусства на XXII-й Международной ярмарке в Алжире и большой вклад в укрепление советско-алжирской дружбы.

## Оперные партии
- 1954 — «Айчурек» В. Власова, А. Малдыбаева и В. Фере — Семетей
- 1954 — «Ажал ордуна» («Не смерть, а жизнь») В. Власова, В. Фере, А. Малдыбаева — Искандер
- 1955 — «Травиата» Дж. Верди — Жермон
- 1957 — «Ак Шумкар» С. Ряузова — Артём
- 1958 — «Токтогул» В. Власова, А. Малдыбаева, В. Фере — Токтогул
- 1961 — «Евгений Онегин» П. Чайковского — Евгений Онегин
- 1962 — «Аида» Дж. Верди — Амонасро
- «Фауст» Ш. Гуно — Валентин
- «Тоска» Дж. Пуччини — Скарпиа
- «Лакме» Л. Делиба — Фредерик
- «Пиковая дама» П. Чайковского — Елецкий
- «Дон Карлос» Дж. Верди — Родриго ди Поза
- «Иоланта» П. И. Чайковского — Роберт
- «Риголетто» Дж. Верди — Риголетто
- «Отелло» Дж. Верди — Яго
- «Кармен» Ж. Бизе — Эскамильо
- «Севильский цирюльник» Дж. Россини — Фигаро
- «Князь Игорь» А. Бородина — Князь Игорь
- «Джамиля» М. Раухвергера — Данияр
- «Осторожно невеста» Н. Давлесова — Саламат
- «3а час до рассвета» В. Власова — Михаил Фрунзе

## Мнения
- А. Боров, «Комсомолец Киргизии», 22.11.1957: «Культура исполнения, хороший вкус… вот качества, которые присущи Мырзабаеву. В каждой ноте, в каждом его жесте ярко видишь дорогое чувство — ответственность артиста перед своими слушателями».[источник не указан 4739 дней]
- «Литературная газета», 1958 г.: «Артык Мырзабаев — артист отличных вокальных данных и большого сценического обаяния».[источник не указан 4739 дней]
- Л. Комаров, 3.7.1960: «Идя дорогой искусства, Артык Мырзабаев не в стороне от большого народного дела… Его песни доставляют людям радость, окрыляют их на новые свершения во имя родной советской страны — матери, где для любого её сына открыты все пути и дороги к самым высоким вершинам».[источник не указан 4739 дней]
- В. Власов, «Советская музыка», 1967: «У Мырзабава красивый, ровный во всех регистрах, баритон, музыкальность, отличное владение словом…».[источник не указан 4739 дней]
- Я. Александров, 1965: «Особенно блестяще исполняет Мырзабаев партии, в которых раскрываются героические начала… Как сокрушающий поток, звучит голос певца…».[источник не указан 4739 дней]